# Iris odaesanensis
Iris odaesanensis là một loài thực vật có hoa trong họ Diên vĩ. Loài này được Y.N.Lee miêu tả khoa học đầu tiên năm 1974.